# Liman del Dniéper

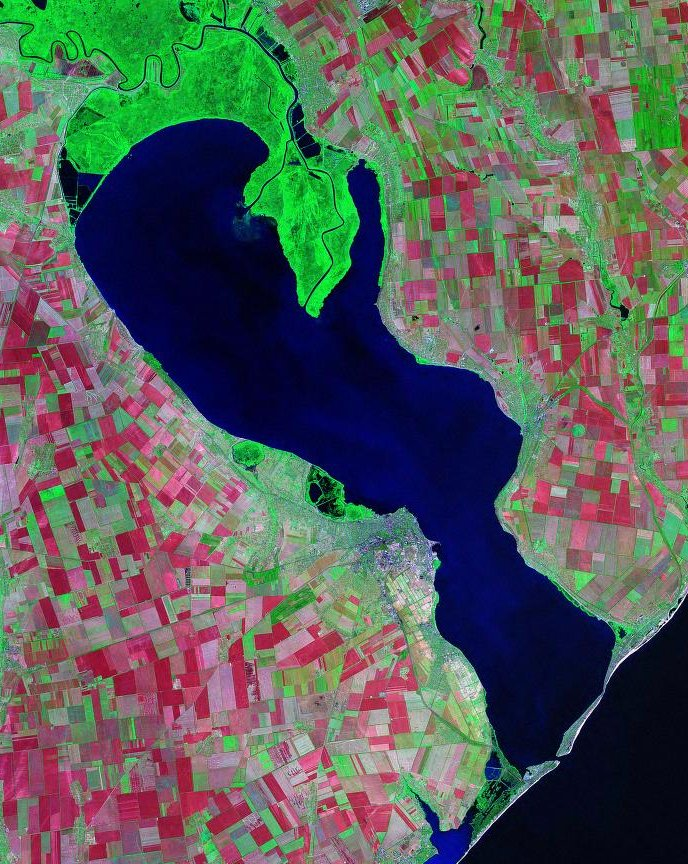
Estuari del Dniéper

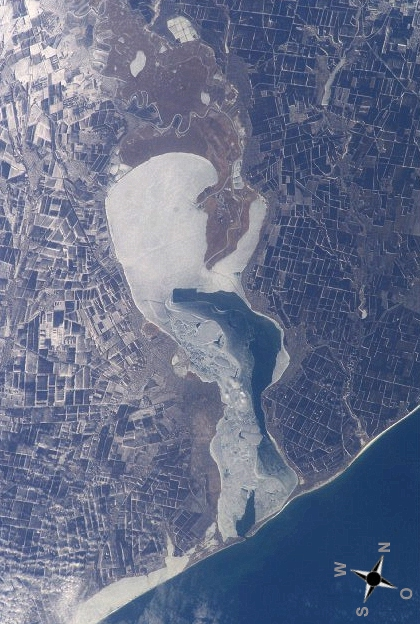
L'estuari durant l'hivern

El liman del Dniéper (en ucraïnès Дністровський лиман; en romanès limanul Nistrului) és un liman (estuari), format en el punt en el qual el riu Dniéper desemboca al mar Negre. Es troba a Ucraïna, a l'óblast d'Odessa. La ciutat de Bilhorod-Dnistrovski queda en la seva riba occidental i Ovidiopol a l'oriental. Shabo, situada aigües avall, és coneguda pel seu vi.
La superfície del liman varia entre els 360 i els 408 km², té 42,5 km de llarg i una amplària màxima de 12 km. Té una profunditat mitjana d'1,8 m i un màxim de 2,7.